# Kåre Bremer
Pour les articles homonymes, voir Bremer.
Kåre Bremer (né le 17 janvier 1948) est un botaniste suédois  et un universitaire. Il a également été recteur de l'Université de Stockholm.

## Carrière
Le professeur Bremer a obtenu son doctorat en botanique de l'Université de Stockholm en 1976, où il a travaillé comme chargé de cours et assistant de recherche dans le département de 1972 à 1975, et à plein temps à partir de 1976. En 1979, il a été nommé Docent. En 1980, il devient conservateur au Muséum d'histoire naturelle de Stockholm dans le département de botanique des spermatophytes. De 1985 à 1986, il a également été chercheur associé et conservateur BA Krukoff de botanique africaine au Missouri Botanical Garden.
À la suite de cela, Bremer a été nommé professeur de botanique systématique à l'Université d'Uppsala en 1989, où il est également devenu chef du département de 1992 à 1999, et doyen de biologie de 1993 à 1999. De 2001 à 2004, il a été secrétaire pour les études scientifiques et technologiques au Conseil suédois de la recherche. En janvier 2004, il a quitté l'Université d'Uppsala pour occuper un poste de recteur (vice-chancelier) à l'Université de Stockholm le 1er février de cette année. Il est actuellement professeur de botanique systématique à cette université.

## Vie privée
Il est marié avec sa collègue, Birgitta Bremer, et ils ont deux enfants.

## Réalisations
Le professeur Bremer est membre du conseil d'administration de l'Association suédoise des universités et des instituts d'enseignement supérieur (Sveriges universitets- och högskoleförbund, SUHF) et membre de l'Académie royale suédoise des sciences (Kungliga Vetenskapsakademien, KVA). Il est membre de la Linnean Society of London depuis 1998. En 2006, il a reçu la Médaille du Roi (Hans Majestät Konungens medalj), douzième niveau avec l'Ordre Royal des Séraphins (Kungliga Serafimerorden),.
Le travail des Bremer à l'Université d'Uppsala est devenu la base du système moderne de taxonomie des plantes, connu sous le nom de Angiosperm Phylogeny Group (APG) formé par eux et d'autres systématiciens internationaux des plantes à fleurs. Le système a été publié en 1998 en grande partie basé sur les travaux de Bremer et al. à l'Université d'Uppsala, et était disponible sur Internet en 1996.

## Espèces
Deux espèces africaines sont nommées avec son nom, Athanasia bremeri et Pseudoblepharispermum bremeri.